# هومپتا، آنگولا
هومپتا (به انگلیسی: Humpata) شهری در استان هوییلا واقع در کشور آنگولا است که در سال ۲۰۰۹ میلادی ۴٬۱۲۲ نفر جمعیت داشته است.